# Oberamt Maulbronn

Karte der württembergischen Oberämter, Stand 1926 (Oberamt Maulbronn ist Nr. 32)

Das Oberamt Maulbronn war ein württembergischer Verwaltungsbezirk (auf beigefügter Karte #32), der 1934 in Kreis Maulbronn umbenannt wurde und 1938 im Landkreis Vaihingen aufging. Allgemeine Bemerkungen zu württembergischen Oberämtern siehe Oberamt (Württemberg).

## Geschichte

Oberamt Maulbronn, Gebietsstand 1813, mit den früheren Ämtergrenzen
Legende

Dem 1147 gegründeten Zisterzienserkloster Maulbronn gelang es, im Spannungsfeld zwischen Württemberg, Baden und der Kurpfalz ein geschlossenes, Ende des 15. Jahrhunderts gut zwanzig Dörfer umfassendes Territorium aufzubauen, das durch Streubesitz in mehr als hundert Orten ergänzt wurde. 1504, im Landshuter Erbfolgekrieg, eroberte Ulrich von Württemberg das unter pfälzischer Schirmvogtei stehende Kloster und verleibte das Gebiet dem Herzogtum Württemberg ein. Im Zuge der Reformation wurde das Kloster 1534, endgültig 1556, aufgehoben und in eine evangelische Klosterschule umgewandelt. Den ehemaligen Klosterbesitz gliederte man als Klosteramt Maulbronn in den Verwaltungsaufbau ein. Unter den zahlreichen Klosterämtern nahm das Amt Maulbronn nicht nur wegen seiner Größe eine herausgehobene Stellung ein. Es entsandte neben dem Prälaten auch einen weltlichen Abgeordneten in die Ständeversammlung und wurde im 18. Jahrhundert faktisch wie ein weltliches Amt behandelt. So war es nur folgerichtig, das Amt bei der ab 1806 durchgeführten Verwaltungsreform nicht – wie alle übrigen Klosterämter – aufzulösen, sondern in ein „reguläres“ weltliches Oberamt umzuwandeln. Der ab 1810 der Landvogtei an der Enz, dann von 1818 bis 1924 dem Neckarkreis unterstellte Bezirk grenzte an die Oberämter Brackenheim, Vaihingen und Leonberg sowie an das Großherzogtum Baden.

## Ehemalige Herrschaften
Im Jahr 1813, nach Abschluss der Gebietsreform, setzte sich der Bezirk ausschließlich aus altwürttembergischen Orten zusammen. Zum alten Klosteramt, das einige randlich gelegene Orte an Baden bzw. an die Oberämter Leonberg und Vaihingen abtreten musste, kamen Orte hinzu, die im Jahr 1800 zu folgenden Ämtern gehört hatten:
- Klosteramt Herrenalb: Stabsamt Derdingen mit Anteil an Diefenbach und Freudenstein;
- Oberamt Güglingen: Sternenfels;
- Rentkammer: Enzberg zur Hälfte.

## Gemeinden

### Einwohnerzahlen 1867
Folgende Gemeinden waren 1867 dem Oberamt Maulbronn unterstellt:
| Nr. | frühere Gemeinde              | Einwohner | heutige Gemeinde     |
| --- | ----------------------------- | --------- | -------------------- |
| 1   | Maulbronn                     | 867       | Maulbronn            |
| 2   | Derdingen                     | 1902      | Oberderdingen        |
| 3   | Diefenbach                    | 669       | Sternenfels          |
| 4   | Dürrmenz-Mühlacker            | 2570      | Mühlacker            |
| 5   | Enzberg                       | 1242      | Mühlacker            |
| 6   | Freudenstein                  | 785       | Knittlingen          |
| 7   | Gündelbach nebst Steinbachhof | 726       | Vaihingen an der Enz |
| 8   | Illingen                      | 1193      | Illingen             |
| 9   | Klein-Villars                 | 221       | Knittlingen          |
| 10  | Knittlingen                   | 2538      | Knittlingen          |
| 11  | Lienzingen                    | 902       | Mühlacker            |
| 12  | Lomersheim                    | 759       | Mühlacker            |
| 13  | Oelbronn                      | 764       | Ölbronn-Dürrn        |
| 14  | Oetisheim                     | 1393      | Ötisheim             |
| 15  | Pinache                       | 427       | Wiernsheim           |
| 16  | Schmie                        | 532       | Maulbronn            |
| 17  | Schönenberg                   | 168       | Ötisheim             |
| 18  | Schützingen                   | 710       | Illingen             |
| 19  | Serres                        | 263       | Wiernsheim           |
| 20  | Sternenfels                   | 967       | Sternenfels          |
| 21  | Wiernsheim                    | 1029      | Wiernsheim           |
| 22  | Wurmberg                      | 1078      | Wurmberg             |
| 23  | Zaisersweiher                 | 646       | Maulbronn            |
|     | Summe                         | 22351     |                      |

### Änderungen im Gemeindebestand seit 1813

Gemeinden und Markungen um 1860

1838 wurde Maulbronn, zuvor als Dominialort klassiert, zur selbständigen Gemeinde erhoben.
1840 erhielt Knittlingen das Stadtrecht.
1842 wurden die Gemeinden Großglattbach und Iptingen vom Oberamt Maulbronn zum Oberamt Vaihingen versetzt.
1866 wurde die Gemeinde Großvillars, die über keine eigene Gemarkung verfügte, aufgelöst. Das Dorf wurde entlang der Markungsgrenze aufgeteilt: der größere Teil (5/6) kam zu Knittlingen, der kleinere zu Derdingen.
1886 erhielt Maulbronn das Stadtrecht.
1924 wurde Schönenberg nach Ötisheim eingemeindet.
1930 wurde Dürrmenz-Mühlacker zur Stadt erhoben und gleichzeitig der Name in Mühlacker geändert.

## Amtsvorsteher
- 1799–1810: Johann Carl Seubert
- 1810–1819: Christian Friedrich Bolley
- 1819–1838: Heinrich Friedrich Krauß
- 1838–1843: Jacob Friedrich von Magenau
- 1843–1848: Ernst Ludwig Wilhelm Widenmann
- 1848–1876: Franz Daser
- 1877–1879: Theodor Arnold
- 1879–1887: Gustav von Supper
- 1887–1895: Franz Gambs
- 1895–1897: Georg Müller
- 1897–1905: Wilhelm Gauger
- 1905–1921: Johannes Elsenhans (ab 1919 verwendet bei der Württ. Gebäudebrandversicherungsanstalt)
- 1921–1938: Hermann Röger (ab 1919 bereits mehrfach Amtsverweser)